# Euthycera seguyi
Euthycera seguyi är en tvåvingeart som beskrevs av Vala 1990. Euthycera seguyi ingår i släktet Euthycera och familjen kärrflugor.
Artens utbredningsområde är Frankrike. Inga underarter finns listade i Catalogue of Life.